# Volvo C40
Volvo C40 — компактний електричний кросовер-купе шведського автовиробника Volvo Cars.

## Опис

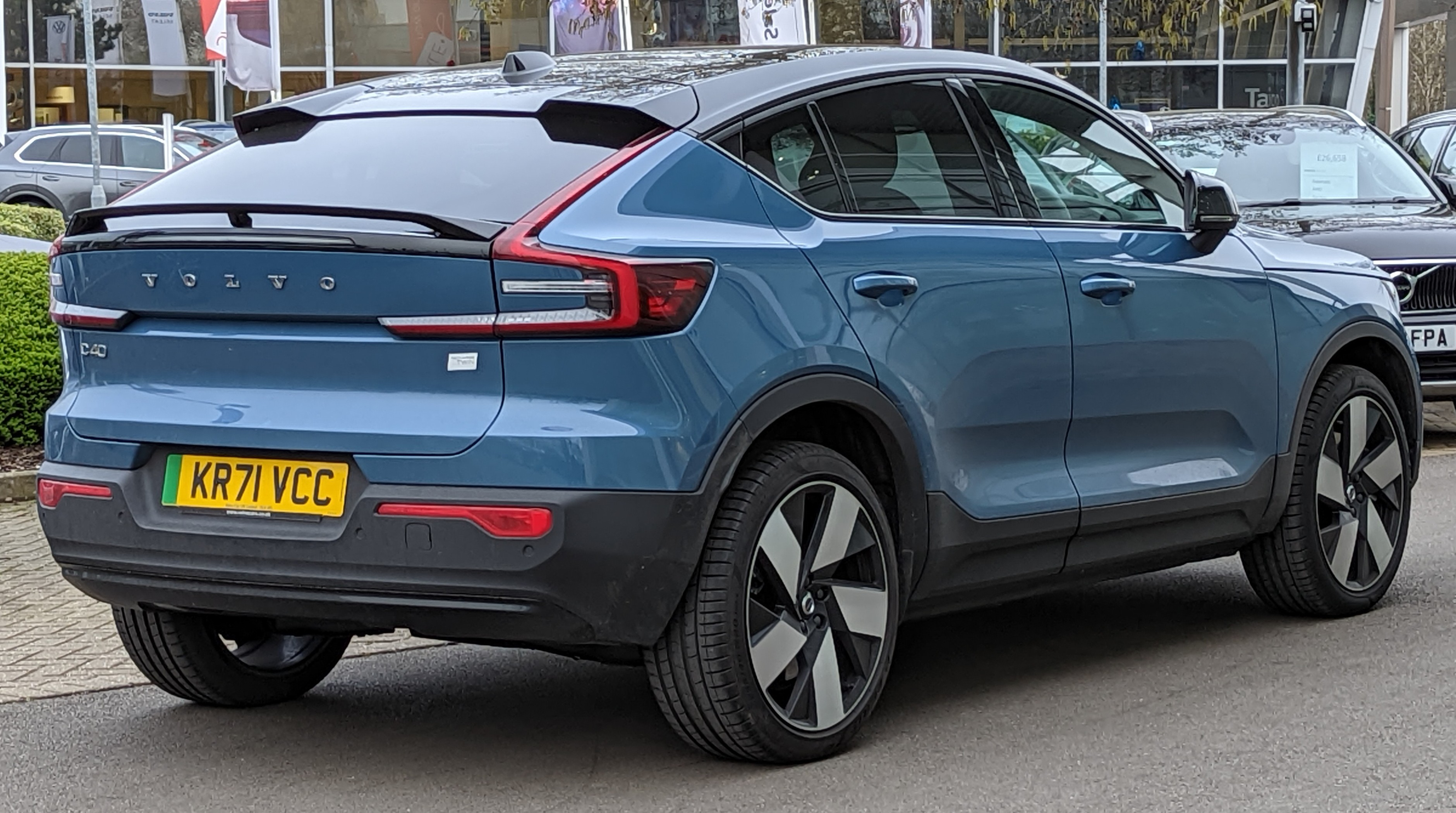
C40 Recharge

У березні 2021 року представлено електричний кросовер-купе C40 Recharge, який зроблений на тій же платформі CMA, що й XC40 Recharge.

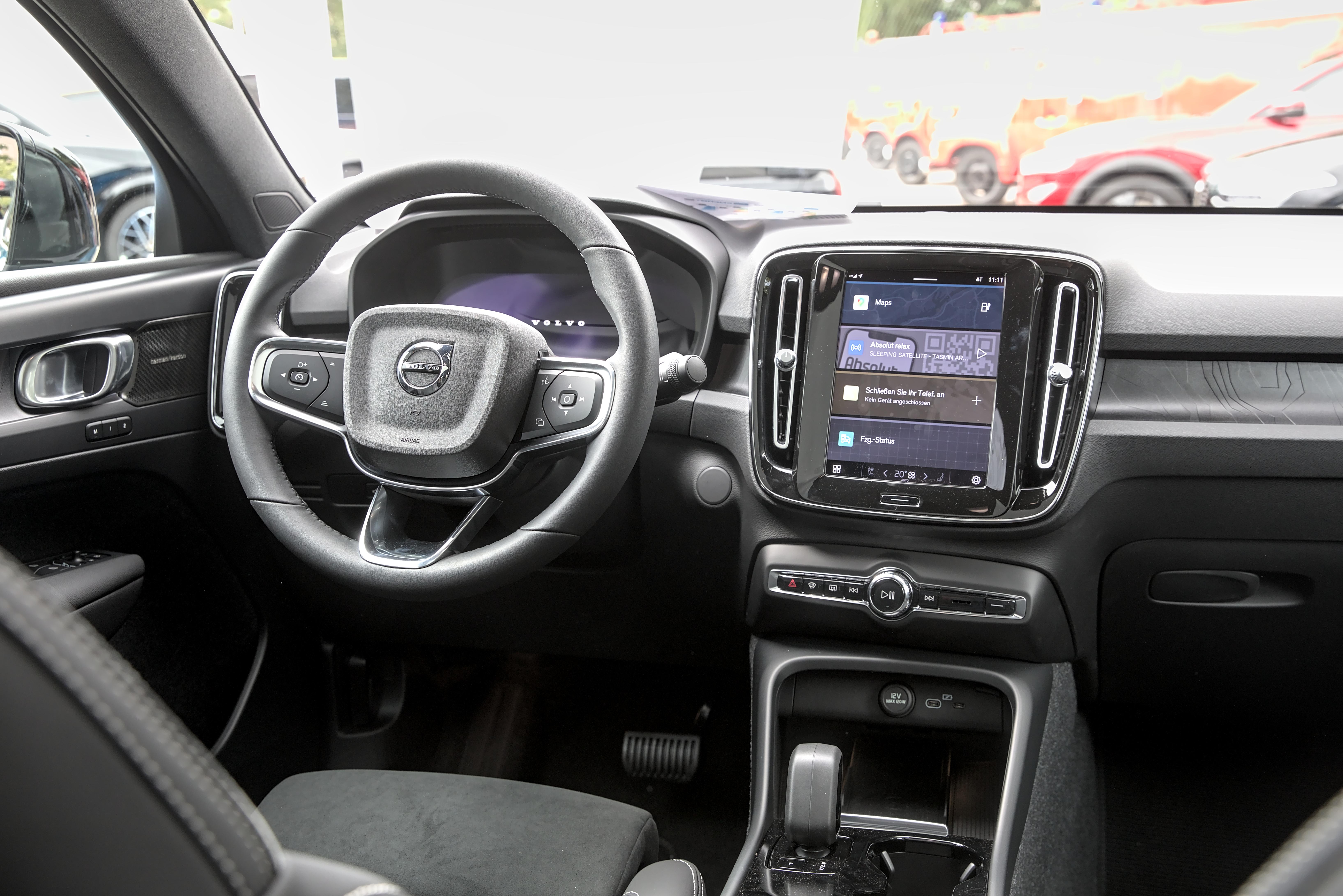

Купеподібний C40 відрізняється не тільки похилим дахом і кормою, а й, наприклад, переднім бампером.
Габарити крос-купе – 4431x2035x1582 мм, колісна база – 2702 мм. Багажники: задній вміщує 413 літрів, передній – ще 31 літр.
Силова установка: два електромотора в сукупності дають 408 к.с. і 660 Нм, та забезпечують повний привід. Батарея ємністю 78 кВт•год, запас ходу досягає 420 км (WLTP).
До 100 км/год машина масою близько 2185 кг розганяється за 4,9 секунди, максимальна швидкість – 180 км/год.